# Tarudante
Tarudante (em francês: Taroudant ou Taroudannt; em árabe: تارودانت; em tifinague: ⵜⴰⵔⵓⴷⴰⵏⵜ, Purificadora) é uma cidade do sul de Marrocos, capital da província homónima, que faz parte da região de Souss-Massa-Draâ, situada na planície de Suz (Souss). Em 2004 tinha 69 489 habitantes e estimava-se que em 2010 tivesse 79 779.
Tarudante, apelidada de "Pequena Marráquexe" ou "Avó de Marráquexe", por fazer lembrar aquela cidade em ponto pequeno, sobretudo devido às suas muralhas e à animada Praça Assarag, uma espécie de Praça Jemaa El Fna em miniatura. É conhecida sobretudo pelo seu comércio, pelas suas muralhas, as mais bem preservadas de Marrocos, e pela profusão de hortas e jardins, que alegadamente ocupam mais espaço que as casas.
Situa-se a 80 km a leste de Agadir, a 60 km do Aeroporto Internacional Al Massira e a cerca de 250 km a sudoeste de Marraquexe, a dois ou três quilómetros do leito do uádi (ou assif, rio) Suz. O vale fértil de Suz, que se prolonga para oeste até à costa atlântica, é rodeado por montanhas a norte e a leste (Alto Atlas) e a sul (Antiatlas). A montanha mais alta do Norte de África, o Jbel Toubkal, com 4 167 m de altura, situa-se na província de Tarudante.
A origem do nome berbere Tarudante é enigmática: algumas lendas associam-no a uma princesa síria que se instalou na região e que se se chamava "Rainha Rudana"; o nome pode também ter origem na frase berbere "Taroua ddante", que significa "as crianças foram levadas (pela água)", gritada por uma mulher berbere que lavava roupa à beira do rio quando os seus filhos foram levados por uma cheia.

## Clima
O clima de Tarudante é semiárido, com um período seco de abril a setembro e um período húmido de outubro a março. No inverno é uma das cidades mais quentes de Marrocos, com temperaturas mínimas médias de 12°C e máximas acima dos 20°C. As temperaturas máximas podem ultrapassar os 40°C, mas a média das temperaturas máximas pouco ultrapassa os 30°C, devido ao efeito da corrente fria das Canárias, que faz com que no verão Tarudante seja ligeiramente mais temperada que a generalidade do interior sul de Marrocos. A média diária de horas de sol é de mais de 7 horas no inverno e de 11 horas no verão.

## História
Tarudante é uma das cidades mais antigas de Marrocos. Foi um posto avançado do exército romano chamado Vala, na região "getula" (área fora do controlo romano ao sul da província romana da Mauritânia Tingitana). Nesse tempo assistiu a lutas sem tréguas dos berberes que se opunham à ocupação romana, o que levou os romanos a arrasar o local.
No século X, a cidade era a capital do Reino dos Bajalis, um pequeno estado xiita que foi anexado pelos Almorávidas em 1056. Durante o Califado Almóada, Tarudante foi independente e foi a capital dos príncipes rebeldes Ben Yedder, que reinaram no Suz entre 1252 e 1341. Em 1306 foi destruída pelos Merínidas. A cidade teve o seu apogeu no século XVI, sob Maomé Axeique, fundador da dinastia saadiana, que faz de Tarudante a sua capital e uma base para as ofensivas contra os portugueses instalados em Agadir, então chamada Santa Cruz do Cabo de Gué. Torna-se então um centro importante de caravanas, célebre pela abundância e qualidade das suas mercadorias, como o açúcar, algodão, arroz, etc.

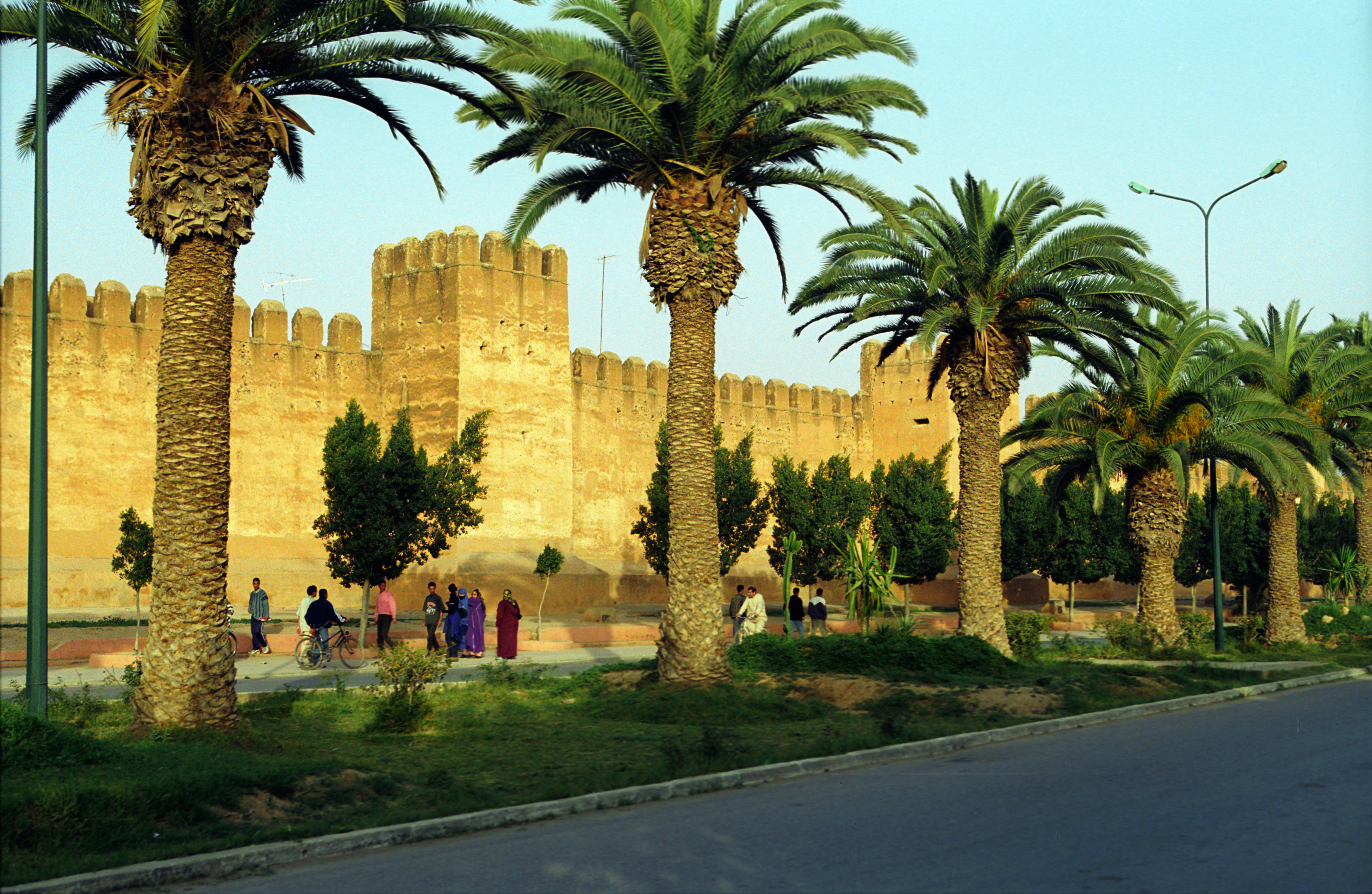
Exterior das muralhas de Tarudante

No século XVII, Tarudante fez parte do reino de Tazeroualt, centrado na região entre Tiznit e Tafraout e tornou-se por isso o alvo principal das expedições militares dos sultões alauitas, que não esqueciam a humilhação infligida por Abi Hassoun Semlali, o governante de Tazeroualt que aprisionou o fundador da dinastia alauita Moulay Ali Cherif (1589–1659) na aldeia de Illigh. Como represália pelo apoio ao seu sobrinho rebelde e pretendente ao trono Amade ibne Mariz, o sultão Mulei Ismail (r. 1672–1727) ordenou o massacre de grande parte da população em 1687.
À semelhança de toda a região, Tarudante foi afetada negativamente pelo encerramento do porto de Agadir a partir de 1760. A cidade esteve confinada ao interior das suas muralhas até 1912, quando o chefe rebelde el-Hiba bin Ma'a el Aïnine (o "sultão azul") fez de Tarudante o centro da sua resistência contra o exército francês até 1914. Devido à reputação de rebeldia e orgulho da população de Tarudante, a cidade sofreu várias destruições como represália das suas revoltas. Diz-se que o rei nunca teria cruzado as suas portas por receio do temperamento rebelde dos seus habitantes. Apesar disso, a cidade é conhecida por receber bem os visitantes e pela amabilidade dos seus comerciantes.

## Economia

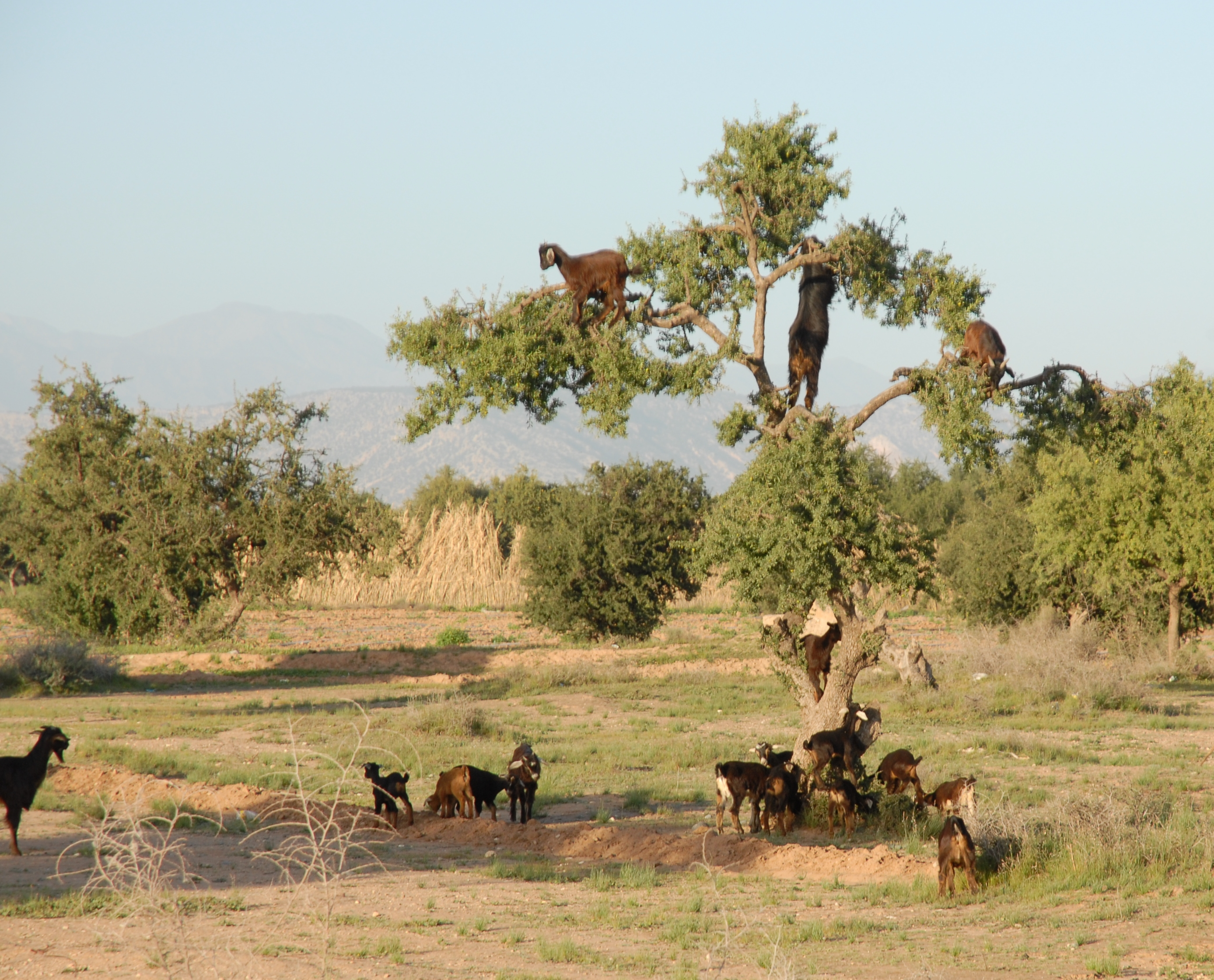
Cabras numa árvore de argão na região de Tarudante

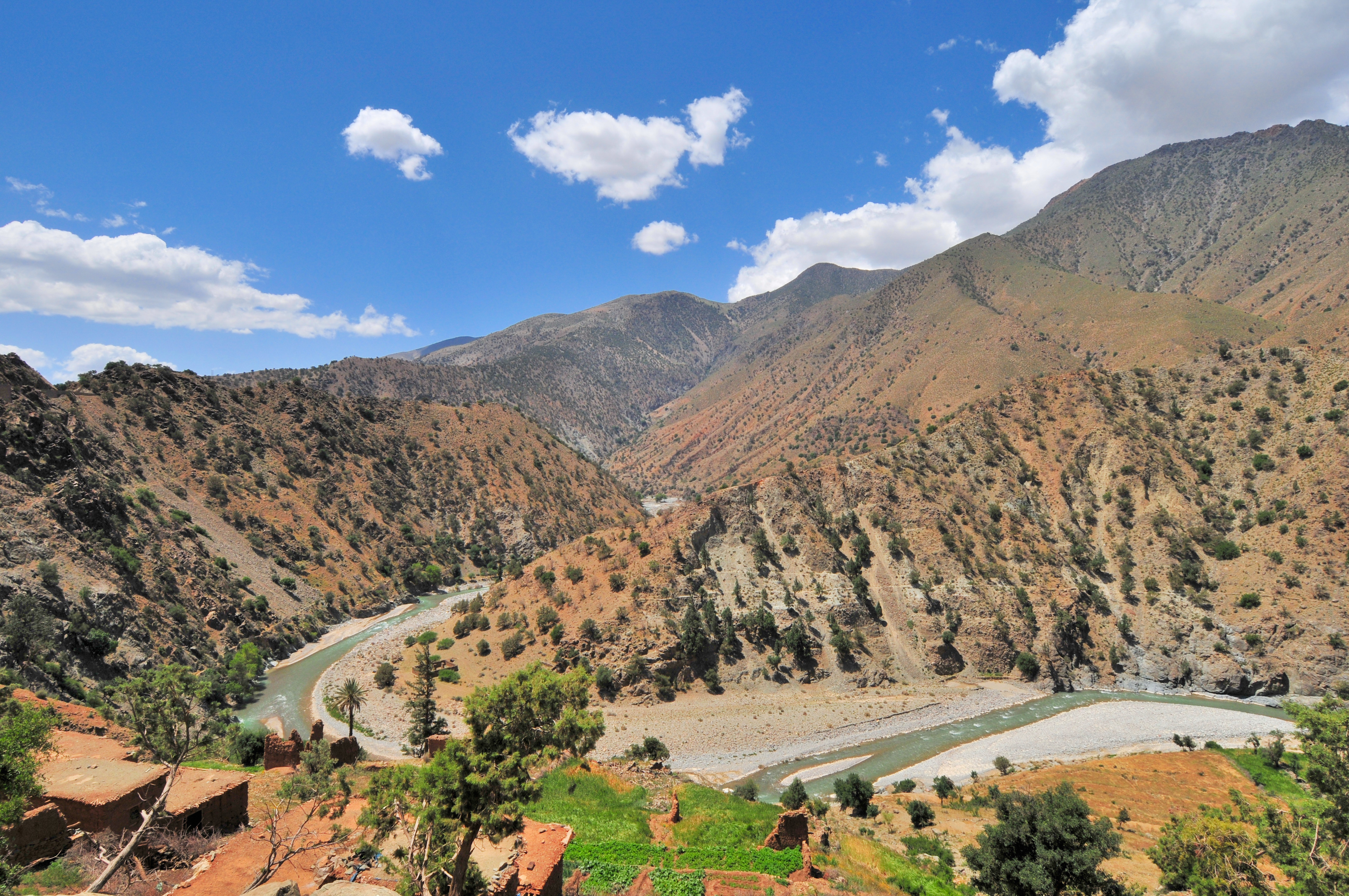
O rio Suz perto de Tarudante

Tarudante é célebre pelas suas paisagens, pelos seus citrinos, sobretudo laranjas e clementinas, pelo óleo de argão}}, azeite e o artesanato variado (couro, cerâmica, etc.).
A cerca de 10 km a leste da cidade, na comuna urbana de Aït I'azza, situa-se uma zona industrial, onde se encontra, entre outras, uma das maiores cooperativas agrícolas de Marrocos.

## Locais turísticos

### Socos (zonas comerciais)
Na zona comercial de Tarudante, situada no centro da cidade, entre as praças El-Alaouyine (antigamente chamada Assarague) e An-Nácer (antigamente chamada Talmoclate), encontram-se vários socos (uma palavra árabe que também se aplica a mercados ou feiras).
O chamado "soco árabe" ou "soco do artesanato" dispõe de mais de mil lojas que vendem todo o tipo de mercadorias e artesanato, como babuchas (chinelos tradicionais em couro), outras peças de couro, como sacos e candeeiros, lâmpadas de bronze, cerâmicas, tapetes, especiarias, ferro forjado, latão e cobre, espingardas antigas finamente decoradas, etc.
Um dos produtos típicos do artesanato local são esculturas na chamada "pedra de Tarudante", uma rocha calcária relativamente macia de cor cinzenta ou rosada proveniente das montanhas vizinhas. Outra produção do artesanato local é a joalharia de prata, vendida sobretudo no "soco dos joalheiros", onde também se encontram à vendas peças antigas.
Algumas das lojas estão instaladas em antigos caravançarais, tipicamente compostos por um pátio rodeado por quarenta lojas que até aos anos 1960 eram alugadas por três dirrãs por mês.
O soco maior e mais frequentado pelos locais é o chamado "soco berbere" (Jhane al-Jaamia), cuja entrada é na praça Talmoclate, no qual, além de artesanato vende-se todo o tipo de produtos, desde víveres a tecidos, loiça, todo os tipo de artefactos em plástico, etc.
Além das lojas permanentes, há mercados semanais todas as quintas-feiras e domingos.

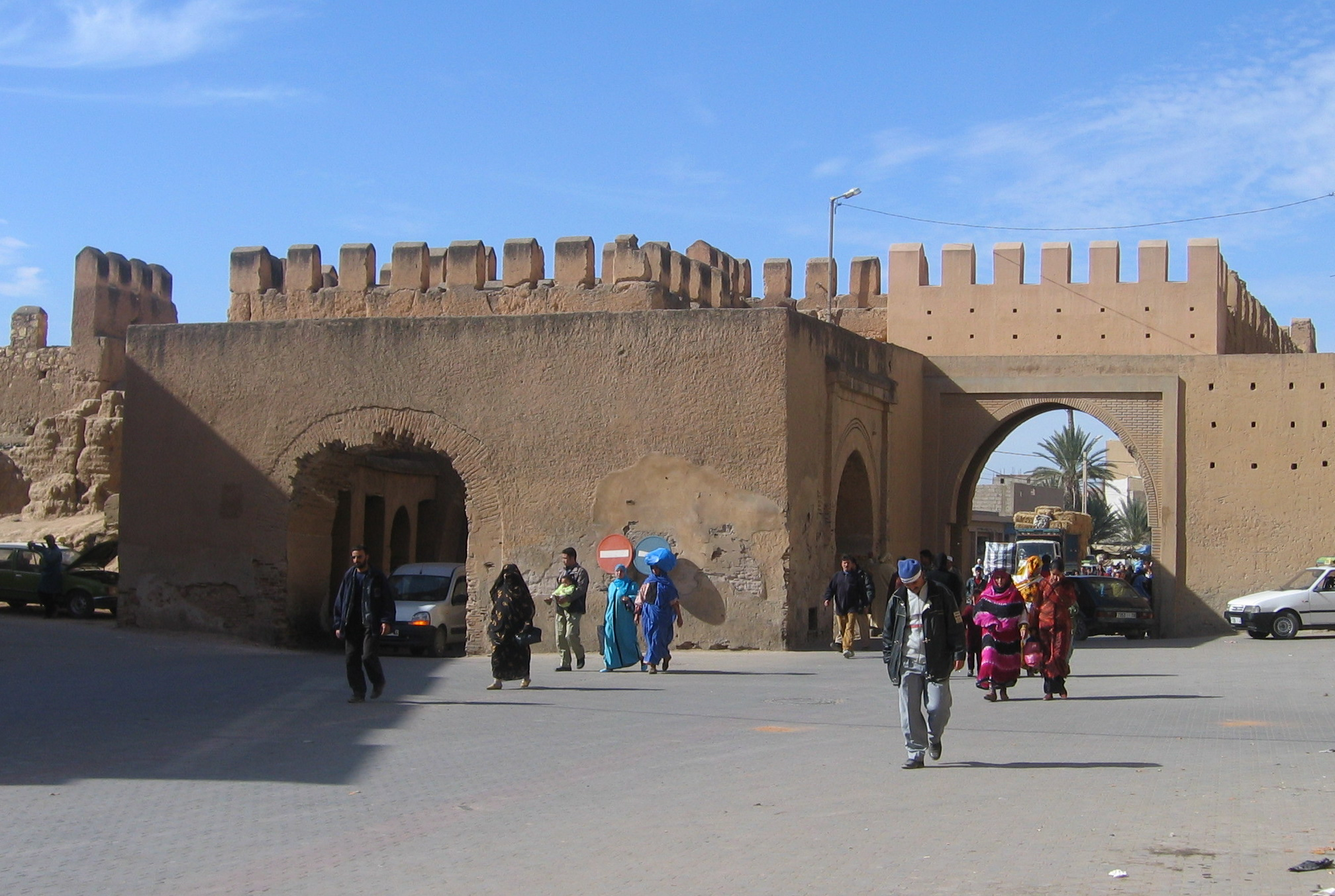
Porta da muralha

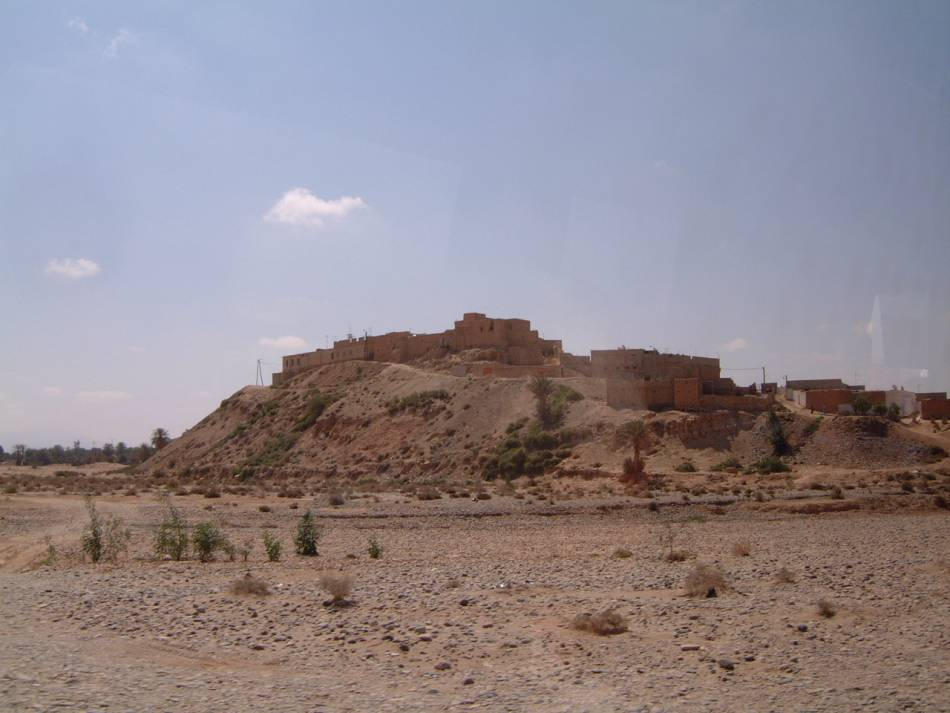
A aldeia e o casbá de Freija

### Muralhas
A cidade era defendida por uma muralha com 7,5 km de perímetro, que inclui 130 torres e 19 bastiões ligados por um adarve, que tornava a cidade uma autêntica cidadela inexpugnável. Embora algumas partes mais antigas das muralhas sejam do período saadiano, a maior parte data do século XVIII Existem nove portas abobadadas em estilo mourisco, que se encontram principalmente nos pontos cardeais. Originalmente existiam apenas cinco portas, tendo as mais recentes sido construídas para facilitar a circulação.
Na parte nordeste da cidade muralhada ergue-se o casbá (castelo) de Tarudante.

### Praça Assarag
Atualmente chamada oficialmente Praça El-Alaouyine, é o principal ponto de encontro dos locais, onde se situam vários cafés com esplanadas e onde são frequentes as animações de rua no fim do dia e princípio da noite, com músicos, saltimbancos (acrobatas, palhaços, contadores de histórias, etc.), que compõe um ambiente que faz lembrar uma Praça Jemaa El Fna em miniatura. Não longe encontra-se a Grande Mesquita, com o seu minarete ocre decorado com relevos em "ninho de abelha" e painéis de cerâmica.

### Arredores
A leste da cidade, a cerca de 10 km por estrada, encontra-se o casbá de Freija, na margem do Suz. Mais a sul-sudeste, a 37 km por estrada de Tarudante, encontra-se o palmeiral de Tioute, um oásis verdejante com diversas aldeias onde vivem cerca de 3 000 pessoas que vivem do cultivo de hortas irrigadas e da criação de cabras. O palmeiral é dominado pelo Kasbah Tioute, alcandorado num cume que domina toda a região e onde se encontra o mausoléu sagrado do marabuto (santo muçulmano) Sidi Abdelkader. O palmeiral é popular entre os turistas pelos passeios de burro.
Além dos diversos casbás, há cerca de 500 agadires (celeiros coletivos fortificados) que também atraem alguns visitantes.